# Erik Johansson (1885–1960)

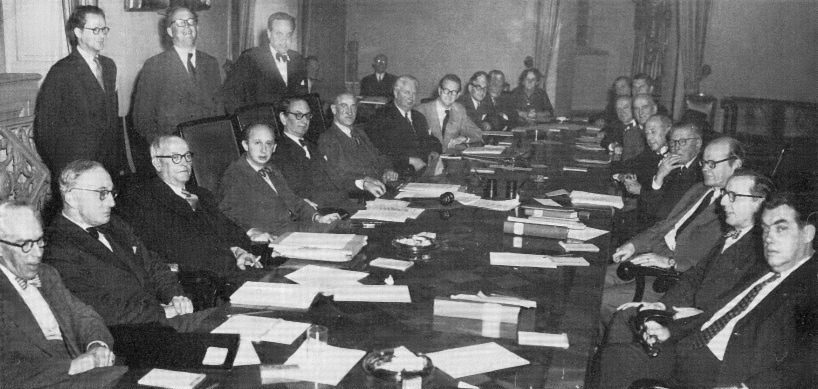
Stockholms stadskollegium 1953 i Stora Kollegiesalen i Stockholms stadshus, med ordförande Yngve Larsson flankerad av Hjalmar Mehr och Erik Johansson.

Erik Gabriel Johansson, född 6 november 1885 i Barkeryds församling, Jönköpings län, död 14 januari 1960 i Högalids församling, Stockholm var en svensk maskinarbetare och socialdemokratisk politiker.
Erik Johansson var ursprungligen affärsbiträde och senare maskinarbetare, 1911 blev han ombudsman hos Stockholms kommunalarbetares samorganisation. 1936-1948 var han kassör i Kommunalarbetareförbundet. 1930 blev Johansson ledamot av stadskollegium.
Johansson var bland annat ledamot av Stockholms stadsfullmäktige 1923-1954 och ordförande för Stockholms stadskollegium 1947-1950